# Mistral (motorfiets)
Mistral is een historisch Frans motorfietsmerk dat al in 1902 op de markt was met 1¾ pk motorfietsen.
Na de Eerste Wereldoorlog bouwde men vooral lichte motorfietsen van 48- tot 247 cc met tweetaktmotoren.
Of dit merk ook de leverancier was van de Mistral-inbouwmotoren die door Major, Gitane en New Map werden gebruikt is onzeker.